# Dvojni portreti Maertena Soolmansa i Oopjen Coppit
Dvojni portreti Maertena Soolmansa i Oopjen Coppit su par vjenčanih portreta Rembrandta van Rijna. Postali su slavni kao najskuplja barokna slika kada ju je obitelj Rothschild prodala muzejima Rijksmuseumu i Louvreu 2015. godine, nakon što su se oba muzeja dogovorila kako će platiti pola od tražene cijene od 160 milijuna €.

## Povijest
Kao što sam naziv govori, ove slike je Rembrandt naslikao povodom vjenčanja Martena Soolmansa i Oopjen Coppit 1634. godine. U istom razdoblju kada je Rembrandt naslikao Sat anatomije dr. Nicolaesa Tulpa, čime je otpočeo svoju karijeru. Par je odjeven poput bogatih amsterdamskih mladenaca, što su i bili. Prikazana raskoš ovih mladenaca je učinila da Rembrandt postane slikar portreta za amsterdamsku višu klasu, više nego svi njegovi suzdržani portreti koje je načinio kao student u Leidenu. Iako su naslikani na pojedinačnim platnima, portreti su bili namijenjeni da budu izloženi zajedno, jedan pored drugoga. Zbog svoje veličine i prikaza figura u cijelosti, odudaraju od svih drugih portreta koje je načinio Rembrandt. 
Slike su bile u posjedu Soolmansovih nasljednika, izloženi u dvorani Van Loon kolekcije. Cijela kolekcija je prodana Gustaveu Samuelu de Rothschildu, francuskom bankaru, 1877. godine, za 40.000 funti (tada preko milijun francuskih franaka). Posuđene su samo jednom za izložbu Rembrandtovih slika u Rijksmuseumu 1956. godine, povodom proslave njegova 350. rođendana. Njihov sadašnji posjed u muzejima Louvre i Rijksmuseum je prva suradnja muzeja takve vrste. Za razliku od drugih skupih slika, ove neće stalno biti izložene na istom mjestu i uglavnom će biti na turnejama. Prema ravnatelju Rijksmuseuma, Wimu Pijbesu, slike se neće razdvajati jer svaki muzej posjeduje 50% od svake slike.